# تاكاهيرو إيإيد
تاكاهيرو إيإيد (باليابانية: 飯田 貴敬) (31 أغسطس 1994 في إيباراكي في اليابان – )؛ هو لاعب كرة قدم سابق كان يلعب كمدافع.

## وصلات خارجية
- تاكاهيرو إيإيد على موقع رابطة كرة القدم اليابانية للمحترفين (اليابانية)
- تاكاهيرو إيإيد على موقع قاعدة بيانات كرة القدم.إي يو (الإنجليزية)
- تاكاهيرو إيإيد على موقع Soccerway.com (الإنجليزية)
- تاكاهيرو إيإيد على موقع عالم كرة القدم.نت (الإنجليزية)